# ضيعة ذي الشواح (النادرة)

تعديل مصدري - تعديل

ضيعه ذي الشواح محلة تابعة لقرية ذي الشواح، التابعة لعزلة المفتاح الاعلى بمديرية النادرة إحدى مديريات محافظة إب في الجمهورية اليمنية، بلغ تعداد سكانها 26 حسب تعداد اليمن لعام 2004.